# 天祖神社 (世田谷区世田谷)
天祖神社（てんそじんじゃ）は、東京都世田谷区の神社。

## 歴史
創建年代は不明である。元々は横根村（現・世田谷区大蔵）に位置していたが、1849年（嘉永2年）に現在地に移転した。ボロ市通り沿いにある世田谷信用金庫本店と上町まちづくりセンターの間に参道が設けられており、そこから中に入ることができる。参道入口の反対側には世田谷代官屋敷がある。
明治末期の神社合祀政策により、一時期は宇佐神社（現・世田谷八幡宮）に合祀されたが、地域住民の要望により1931年（昭和6年）に復活し、現在に至っている。

## 交通アクセス
- 東急世田谷線上町駅より徒歩5分。